# 八九式艦上攻撃機
八九式艦上攻撃機
館山空所属の89艦攻
- 用途：艦上攻撃機
- 設計者：ブラックバーン
- 製造者：三菱重工業
- 運用者：日本海軍
- 生産数：204機
- 運用開始：1932年
- 運用状況：退役

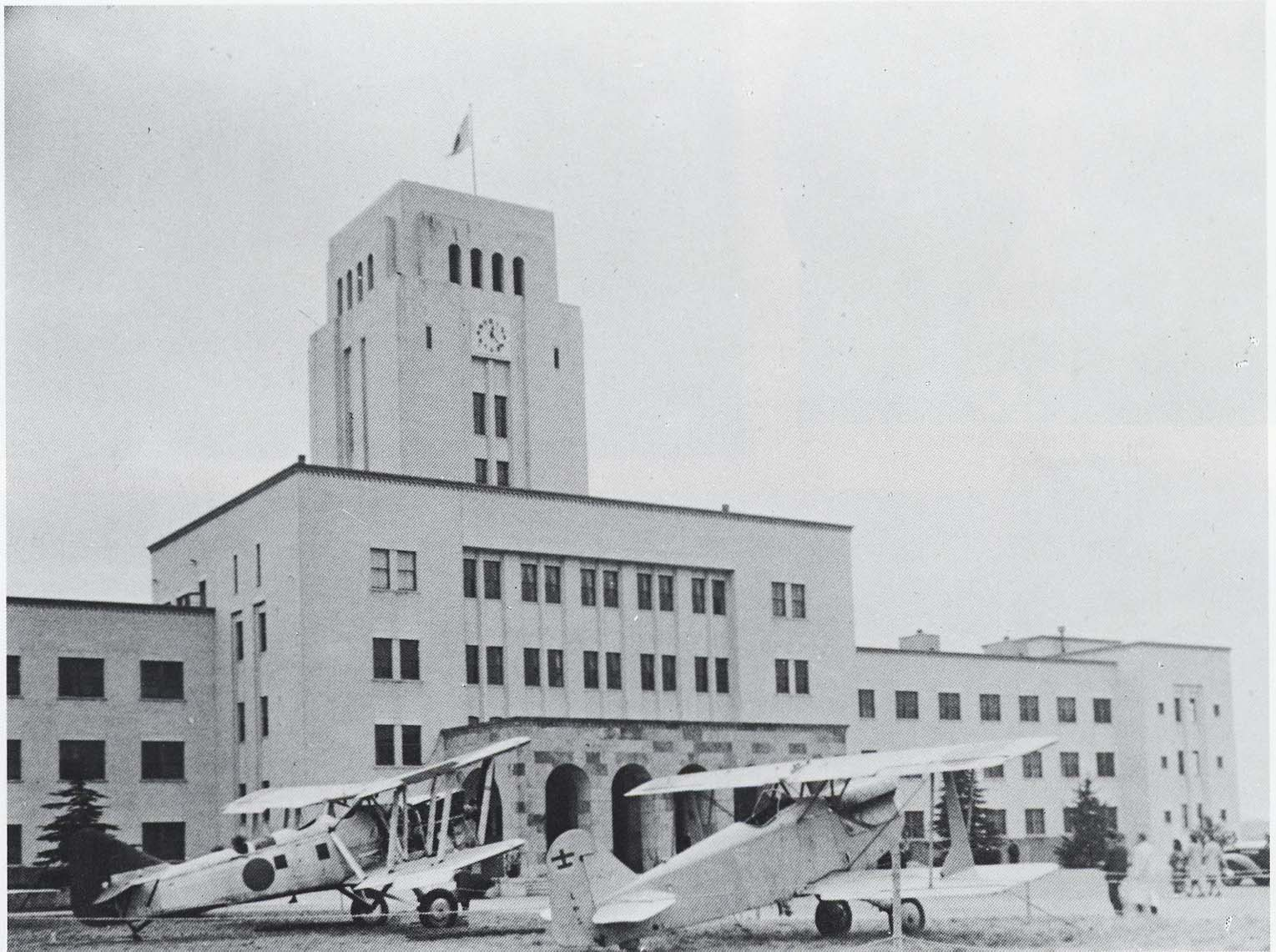
東京工業大学に展示されていた89艦攻（左下）

八九式艦上攻撃機（はちきゅうしきかんじょうこうげきき）は日本海軍の艦上攻撃機である。設計はイギリスのブラックバーン社だが、製造は三菱重工業。一三式艦上攻撃機の後継機として開発され昭和7年（1932年）に制式採用されたが、一三式艦上攻撃機の半数程度しか生産されなかった。海軍における記号はB2M。

## 概要
日本海軍では1925年に一三式艦上攻撃機が採用されていたが、1928年にその後継機の設計競争を三菱、中島、愛知、川西の4社に行わせ、三菱が提出したブラックバーン社の設計を採用した。これは、八八艦隊による予算圧迫の影響の関連もあり、実物試作をさせずに各社に設計書類と木型を提出させて審査するという形で行われた。。戦闘機の採用で他社に敗れていた三菱は「艦上攻撃機は必ず自社製に」と非常に熱心で、ブラックバーン社の他にハンドレーページ社およびスミス技師にも設計を依頼していた。試作1号機はイギリスで製作され、機体は1930年に日本に届いた。鋼管骨組みに羽布張りの複葉機で、ブラックバーン社らしい無骨な外観が特徴だった。
その後、三菱で製作された試作機を用いて不良個所の改修が行われ、1932年に八九式艦上攻撃機として採用された。三菱は失速防止装置としてハンドレページ社のオートマチック・スロット翼の製造権を50万円で購入して取り付けるなど発奮、投資、努力したが、実機の性能は鈍重、故障多発、価格は高価で不評であった。鈍重さのため1937年に杭州空襲を行った八九艦攻部隊が全滅するという事態が発生し、八九艦攻は第一線から退くこととなった。航空機での直接の成果は得られなかったが、金属式機体設計生産技術が蓄積されたのが成果だった。
1935年には従来型の一号と速力が若干増加された二号の2種になっている。生産機体数は204機であった。

## スペック
- 全長:10.18m
- 全幅:14.98m
- 全高:3.60m
- 全備重量:3,600 kg
- エンジン:三菱ヒ式 液冷12気筒 650hp×1
- 最大速度:228km/h
- 航続距離:1,759 km
- 武装:
  - 7.7mm機銃×2
  - 爆弾800kgまたは魚雷×1
- 乗員:3名